# 龙漫远
龙漫远，中华人民共和国教育部长江学者讲座教授，芝加哥大学生态与进化系终身教授、北京大学教授，主要从事生物信息学和计算系统生物学等方面的研究工作。龙漫远主编有《当代遗传与进化重要问题》第十卷“新基因功能的起源与进化”。